# Хетценауэр, Маттеус
Маттеус Хетценауэр (нем. Matthäus Hetzenauer; 23 декабря 1924, Бриксен-им-Тале, Тироль — 3 октября 2004, Бриксен-им-Тале) — самый результативный снайпер немецкой армии, служивший в 144-м полку горных егерей (нем. Gebirgsjäger) 3-й горнострелковой дивизии.
На счету Маттеуса Хетценауэра 345 подтверждённых уничтожений солдат противника. Вместе с ним в одном полку служил и снайпер вермахта № 2 Йозеф Аллербергер.

## Биография
Маттеус Хетценауэр родился 23 декабря 1924 года в альпийском районе Австрии, известном как Бриксен-им-Тель. Большинство мужского населения данной области занималось охотой, сам же отец мальчика был хорошим стрелком. Детские игрушки рано сменились охотничьим карабином, что во многом повлияло на будущую судьбу ребенка. Многокилометровые прогулки по лесу, приемы маскировки, переданные мальчику отцом, стали фундаментом будущей жизни.
Хетценауэр попал в армию в 1941 году, даже не успев достигнуть совершеннолетия. В то время для войны с СССР Третий Рейх мобилизовал все возможные силы, что стало причиной привлечения на службу даже несовершеннолетних юношей. Маттеуса призвали в 140-ю горнострелковую дивизию Вермахта, где он служил на южном участке Восточного Фронта. В 1943 году был направлен в артиллерийское училище, где показал прекрасную меткость, из-за чего был переведен в снайперы.
Хетценауэр прошёл курсы подготовки снайперов с 27 марта по 16 июля 1944 года. Использовал винтовку Mauser 98k с 6-кратным оптическим прицелом и полуавтоматическую винтовку Gewehr 43 с 4-кратным прицелом.
За время с августа 1944 по май 1945 Хэтценауэр уничтожил более 345 солдат и офицеров противника. По словам самого снайпера, он мог подавить вражескую огневую точку с расстояния 500 метров, попасть в человека по силуэту с расстоянии 700—800 метров. Самым удачным своим выстрелом называл попадание в противника с расстояния в 1100 метров (в то время стрельба на такие расстояния была крайне малорезультативна). Все попадания Маттеуса фиксировал специально приставленный к нему наблюдатель, а те из попаданий, что наблюдатель не видел, снайпер на счет не записывал. Из за этого многие исследователи считают официальный список жертв Хэтценауэра далеко не полным.
Участвовал в военных действиях против советских войск в Карпатах, Венгрии и Словакии. 6 ноября 1944 года получил осколочное ранение в голову. По представлению командира дивизии Пауля Клатта, подтверждённому вышестоящим начальством — командующим горно-егерскими войсками генералом Karl von Le Suire и генералом танковых войск Вальтером Нерингом за феноменальные результаты ведения снайперской войны, проявленные на поле боя мужество и стойкость получил 17 апреля 1945 года Рыцарский крест Железного креста.
Маттеус Хетценауэр попал в плен к советским войскам, провёл в лагерях ГУПВИ пять лет. 10 января 1950 года был освобождён. Домой Маттеус вернулся в 1956 году. Умер 3 октября 2004 года после нескольких лет болезни, в возрасте 79 лет.

## Награды
- Железный крест 2-го класса — 1 сентября 1944
- Нагрудный знак «За ранение» в чёрном — 9 ноября 1944
- Нагрудный штурмовой пехотный знак в серебре — 13 ноября 1944
- Железный крест 1-го класса — 25 ноября 1944
- Снайперская нашивка с золотой тесьмой — 3 декабря, 1944
- Нагрудный знак за ближний бой в золоте
- Рыцарский крест Железного креста — 17 апреля 1945